# Estado federado (Alemania)
Un estado federado, estado o land (pl. länder; en alemán: Land; en ciertos entornos más comúnmente Bundesland) es cada una de las dieciséis entidades territoriales en las que desde 1990 se divide la República Federal de Alemania.
Los länder son sujetos de derecho internacional originarios con personalidad estatal propia, aunque en general solo la ejercen entre sí y son representados en el extranjero por el Estado federal (Bund), aunque tienen incluso capacidad de firmar acuerdos internacionales en el ámbito de sus competencias. «El orden constitucional de los länder debe responder a los principios del Estado de derecho republicano, democrático y social» (art 28.1 GG —Grundgesetz—, Ley Fundamental de Alemania), así cada uno de los dieciséis estados federados tiene su propio gobierno y parlamento (el Landtag), que es elegido cada cuatro o cinco años según cada uno de ellos.
A nivel nacional, los gobiernos de cada estado federado están representados en el Consejo Federal (Bundesrat), al que la Constitución Alemana le atribuye la competencia para conocer de las iniciativas de la Federación cuando afectan a los estados federados. A diferencia del sistema español de comunidades autónomas, todos los estados federados alemanes tienen los mismos poderes y competencias. Los artículos del 70 al 74 de la Constitución Alemana definen las áreas de competencias que pertenecen al Estado federal y las pertenecientes a los estados federados.
Entre los estados federados, hay tres ciudades-estado (en singular, Stadt-staat), es decir, ciudades que ocupan la totalidad del espacio del estado homónimo: Berlín, Hamburgo y Bremen; las últimas dos reciben el nombre histórico de ‘ciudad hanseática (y) libre’ (Freie (und) Hansestadt), debido a su papel dentro de la Liga Hanseática y en el marco del Sacro Imperio. En contraposición a los ciudades-estado, los demás estados se denominan flächenländer (‘estados (de) superficie’). Entre ellos, tres utilizan oficialmente la denominación Freistaat (‘estado libre’): Baviera, Sajonia y Turingia. A pesar de que cinco de los estados llevan el vocablo staat en su nombre oficial (cognado de ‘estado’ o state en inglés), el término para referirse a la entidad geopolítica en todos los estados y los usos comunes es land (länder en plural; cuyo significado es ‘tierra’ en su acepción geográfica). A su vez, el adjetivo bundes significa ‘federal’ o ‘federado’ (en el caso de los estados alemanes, se suele usar lo segundo).

## Historia

### Orígenes

Provincias y estados del Imperio alemán (1871-1918).

Estados durante la República de Weimar (1918-1933).

Desde tiempos del Sacro Imperio Romano Germánico el territorio que hoy en día ocupa Alemania había estado muy fragmentado. El número de Estados se redujo mucho durante las Guerras Napoleónicas, a pesar de ello en 1815, tras el Congreso de Viena, 39 Estados formaban la Confederación Germánica. La Confederación fue disuelta tras la guerra austro-prusiana y remplazada por la Confederación Germana del Norte bajo hegemonía prusiana. Durante el siglo XIX el afloramiento de los sentimientos nacionalistas hace que los restantes Estados independientes vayan tejiendo cada vez más su relación con Prusia hasta el punto que en 1871, tras la Guerra Franco-Prusiana, acceden a coronar a Guillermo I, rey de Prusia, como emperador de Alemania.
El nuevo Imperio alemán incluía 25 estados, tres de ellos ciudades hanseáticas, y el Territorio Imperial de Alsacia y Lorena. El imperio estaba dominado por Prusia, que controlaba el 65 % del territorio y el 62 % de la población. En 1919, tras las pérdidas territoriales impuestas en el Tratado de Versalles como consecuencia de la derrota en la Primera Guerra Mundial, los estados restantes continuaron como repúblicas.
Dichos estados fueron gradualmente abolidos de facto bajo el régimen nacionalsocialista mediante el proceso de nazificación ya que fueron administrativamente remplazados por el sistema de Gaus.

### Formación de losLänderactuales

Estados tras la unión de Baden-Wurtemberg (1952) y la "Pequeña Reunificación" del Sarre (1957)

Durante la Ocupación aliada de Alemania tras la Segunda Guerra Mundial las fronteras se redibujaron por los Gobiernos Militares Aliados. Ninguno de los estados abarcaba más del 30 % de la población o del territorio con el objetivo de evitar que ninguno de ellos llegara a ser tan dominante dentro de Alemania como Prusia lo fue en el pasado. Al principio, solo quedaron siete de los estados anteriores a la guerra: Baden (en parte), Baviera (reducido de tamaño), Bremen, Hamburgo, Hesse (ampliado), Sajonia y Turingia. Otros estados, como Renania-Palatinado, Renania del Norte-Westfalia o Sajonia-Anhalt deben su creación a las potencias de ocupación y fueron creados a partir de provincias prusianas y otros pequeños estados.
El artículo 29 de la Constitución Alemana establece que «el territorio federal puede ser reorganizado para garantizar que los länder, por su tamaño y su capacidad económica, estén en condiciones de cumplir eﬁcazmente las tareas que les incumben». El mecanismo para la modificación de las fronteras entre Länder establece que «las medidas de reorganización del territorio federal se adoptarán mediante ley federal que requiere la ratiﬁcación por referéndum» (art.29.2 [GG]).
Se discutió sobre una nueva delimitación del territorio federal al tiempo de la fundación de la República Federal e incluso más tarde. Comités y comisiones de expertos abogaron por una reducción del número de estados; científicos (Rutz, Miegel, Ottnad, etc.) y políticos (Döring, Apel y otros) hicieron propuestas, a veces de gran alcance, para redefinir las fronteras pero rara vez se obtuvo algo de ellas. La reforma territorial es a veces defendida por los estados más ricos como un medio de eliminar o limitar las transferencias fiscales.
Así, cuando se fundó en 1949, la República Federal de Alemania tenía once estados. Fueron reducidos a nueve cuando en 1952 tres de los estados sudoccidentales (Baden del Sur, Wurtemberg-Hohenzollern y Wurtemberg-Baden) se unieron para formar Baden-Wurtemberg. Desde 1957, cuando el Sarre, ocupado aún por Francia, fue devuelto (en lo que se llamó " 'Pequeña Reunificación' (Kleine Wiedervereinigung)), la República Federal estuvo compuesta por diez estados (que ahora son llamados "estados antiguos"). Berlín Occidental siguió bajo soberanía de los Aliados occidentales y ni constituyó otro estado dentro de la Federación ni fue parte de ningún otro. Sin embargo, en gran parte fue integrado en la Alemania Occidental bajo un estatus especial.
Por otra parte, en la zona de ocupación soviética se estableció una división en cinco Länder (Brandeburgo, Mecklemburgo-Pomerania Occidental, Sajonia, Sajonia-Anhalt y Turingia). Años después, en 1952, tras la formación de la República Democrática Alemana (RDA) a partir de esos cinco estados, los Länder fueron abolidos y en su lugar la RDA fue dividida en catorce distritos administrativos (Bezirke). Véase: Organización territorial de la República Democrática Alemana

### Reunificación
Justo antes de la Reunificación alemana el 3 de octubre de 1990, el territorio de la República Democrática Alemana fue vuelto a dividir en los antiguos cinco estados que la conformaron. Así mismo Berlín Oriental y Berlín Occidental se unieron formando el nuevo estado de Berlín. Como resultado de la unión de los cinco estados orientales y el estado de Berlín a los diez existentes en la República Federal de Alemania antes de la reunificación, surgen los dieciséis estados federados actuales.
Tras la Reunificación, la Constitución Alemana (Grundgesetz) fue enmendada para establecer que los ciudadanos de los diecisésis estados «han consumado, en libre autodeterminación, la unidad y la libertad de Alemania», y así la Ley Fundamental fue aplicada a todo el pueblo alemán. El artículo 23 (GG), que había permitido unirse a «cualquier otra parte de Alemania» y que fue usado para reintegrar el estado de Sarre en 1957, modelo en el que se basó la Reunificación en 1990, fue enmendado. El nuevo artículo define la participación del Consejo Federal [Bundesrat] y de los estados en materias concernientes a la Unión Europea.

### Nuevos estados
Los nuevos estados federales de Alemania (en alemán: die neuen Bundesländer) son los cinco estados restablecidos de la antigua República Democrática Alemana, que se adhirió a la República Federal de Alemania con sus diez estados durante la reunificación alemana el 3 de octubre de 1990.
Los nuevos estados que habían sido abolidos por el gobierno de Alemania del Este en 1952 y se restablecieron en 1990 son  Brandemburgo, Mecklemburgo-Pomerania Occidental, Sajonia, Sajonia-Anhalt y Turingia.
El estado de Berlín es el resultado de una fusión entre Berlín oriental y oeste y no suele ser considerado como uno de los nuevos estados, aunque muchos de sus residentes son antiguos alemanes orientales.

## La reordenación territorial
El artículo 29 de la Constitución Alemana (Grundgesetz) refleja un debate sobre la reforma territorial que es mucho más antiguo que la propia norma. El Sacro Imperio Germánico fue una confederación poco cohesionada de grandes y pequeños principados bajo la suzeranía nominal del emperador. Existían aproximadamente 300 Estados a fecha de la Revolución francesa en 1789. Las fronteras territoriales se trasformaron sustancialmente como resultado de los conflictos e intervenciones exteriores: desde las guerras napoleónicas hasta el Congreso de Viena, el número de territorios pasó de más de 300 a 39; en 1866 Prusia anexó los Estados soberanos de Hanóver, Nassau, Hesse-Kassel y la Ciudad Libre de Fráncfort; la última reducción vino bajo la ocupación aliada a partir de 1945.
El debate sobre una nueva delimitación del territorio de Alemania empezó en 1919 como parte de las discusiones sobre la nueva constitución tras la Primera Guerra Mundial. Hugo Preuss, el padre de la Constitución de Weimar, trazó un plan para dividir el Imperio Alemán en catorce estados aproximadamente de la misma dimensión. Su propuesta fue desestimada debido a la oposición de los estados y las dudas del propio gobierno. El artículo 18 de la Constitución permitía una nueva delimitación del territorio, pero establecía grandes obstáculos: era necesario obtener tres quintos de los votos, entre al menos la mayoría de la población. De hecho, hasta 1933 hubo solo cuatro cambios en el mapa alemán: los siete Estados de Turingia se unieron formando uno solo en 1920, mientras Coburgo se unía a Baviera, Pyrmont lo hizo a Prusia en 1922 y Waldeck hizo lo propio en 1929. Cualquier plan posterior para dividir la dominante Prusia en estados más pequeños falló porque las circunstancias políticas no eran favorables a esas reformas.
Tras la llegada al poder del nacionalsocialismo en enero de 1933, los Länder fueron gradualmente perdiendo importancia. Se convirtieron en regiones administrativias de un Estado centralizado. Hubo pocos cambios destacables: el 1 de enero de 1934 Mecklenburg-Schwerin se unió al vecino Mecklenburg-Strelitz y por medio de la Ley del Gran Hamburgo (Groß-Hamburg-Gesetz), del 1 de abril de 1937, el área de la ciudad-estado fue extendida, mientras que Lübeck perdía su independencia y pasaba a formar parte de la provincia prusiana de Schleswig-Holstein.
Como se ha visto antes (Véase: Formación de los Länder actuales), entre 1946 y 1947 se crearon nuevos estados en las cuatro zonas de ocupación: Bremen, Hesse, Wurtemberg-Baden y Baviera en la zona estadounidense; Hamburgo, Schleswig-Holstein, Baja Sajonia y Renania del Norte-Westfalia en la zona británica; Renania-Palatinado, Baden, Wurtemberg-Hohenzollern y Sarre (que posteriormente recibiría un estatus especial) en la zona francesa; Mecklemburgo (-Pomerania Occidental), Brandeburgo, Sajonia, Sajonia-Anhalt y Turingia en la zona soviética.(Véase también: Ocupación aliada de Alemania)
En 1948, los gobernadores militares de los tres Aliados occidentales entregaron los llamados 'Documentos de Fráncfort' a los ministros-presidentes de las zonas de ocupación. Entre otras cosas, recomendaban revisar las fronteras de los estados de la Alemania occidental con el fin de que ninguno fuera demasiado grande o demasiado pequeño en relación con los otros. Como los presidentes de los estados no llegaron a un acuerdo en este tema, se dejó para el Consejo Parlamentario (Parlamentarischer Rat) resolver la cuestión.
Así se reflejó en el artículo 29 (modificado totalmente tras la Reunificación). Se establecía una disposición obligatoria para una nueva delimitación del territorio federal: «El territorio federal puede ser reordenado (...). Además, en territorios o partes de territorios cuya pertenencia a un estado haya cambiado tras el 8 de mayo de 1945 sin referéndum, se permite a los ciudadanos pedir una revisión del estatus actual dentro del año siguiente a la promulgación de esta Ley Fundamental. Si al menos un décimo de aquellos censados para votar en las elecciones al Bundestag estuvieran a favor de una revisión, el Gobierno Federal debe incluir la propuesta dentro de su paquete legislativo. Tras ello, se requerirá un referéndum en cada territorio o parte de territorio cuya pertenencia fuera a ser cambiada. La propuesta no tendrá efecto si dentro de cualquiera de los territorios afectados una mayoría rechaza el cambio. En ese caso, la ley tendrá que ser vuelta a introducir y después de aprobada, confirmada en referéndum en el conjunto de la República Federal. La reorganización tendrá que llevarse a cabo dentro de los tres años siguientes a la entrada en vigor de la Ley Fundamental».

### Creación del estado de Baden-Wurtemberg

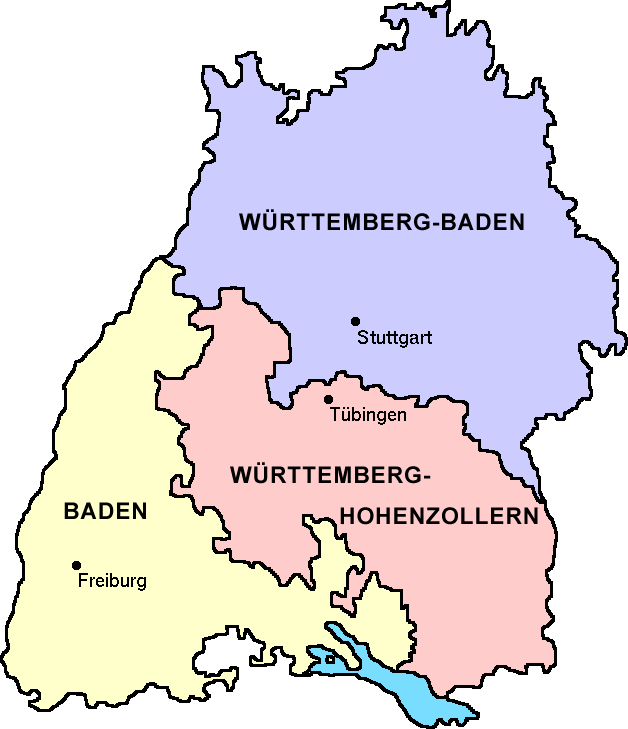
Los tres estados que se fusionaron para formar Baden-Wurtemberg en 1952.

En el suroeste de Alemania la revisión territorial parecía ser una prioridad desde que la frontera entre las zonas de ocupación francesa y estadounidense fue establecida a lo largo de la autovía Karlsruhe-Stuttgart-Ulm (hoy la A8). En su carta al canciller federal Konrad Adenauer, los tres gobernadores militares de la zona occidental aprobaron la Ley Fundamental, pero suspendieron el artículo 29 hasta que fuera acordado un tratado de paz. De esta forma la unión de los estados del suroeste solo pudo entrar en vigor bajo el artículo 118 (GG).
Dicho artículo decía: «La división del territorio que comprende Baden, Wurtemberg-Baden y Wurtemberg-Hohenzollern puede ser revisada, sin tener en cuenta las disposiciones del artículo 29, por acuerdo de los estados concernidos. Si no se llegase a un acuerdo, la revisión debería ser efectuada mediante una ley federal, que debería estipular un referéndum consultivo». Como no se llegó a ningún acuerdo, se estableció la fecha del 9 de diciembre de 1951 para que se votase en referéndum la cuestión. Dicho referéndum afectaba a cuatro distritos electorales, de los cuales en tres se aprobó la medida (Baden del Sur no dio su aceptación pero fue desestimada porque el cómputo total de votos daba mayoría cualificada a la decisión (Véase: Abolición del estado de Baden del Sur). El 25 de abril de 1952 los tres antiguos estados se unieron en uno solo llamado Baden-Wurtemberg.

### Solicitudes de revisión de las fronteras
Con la entrada en vigor de los Acuerdos de París en mayo de 1955, Alemania recuperó parte de su soberanía. Eso hizo que diera comienzo el periodo de un año establecido en el artículo 29.2 (GG) para que los ciudadanos pudieran pedir un referéndum para revertir los cambios territoriales que se habían producido durante la ocupación aliada. Como consecuencia de ello se presentaron ocho solicitudes de reversión, de las cuales prosperaron seis para ser sometidas a referéndum, al recabar el apoyo de más del 10 % de la población censada con derecho a sufragio al Parlamento Federal:
- Restablecimiento del Land Oldemburgo 12,9 %
- Restablecimiento del Land Schaumburg-Lippe 15,3 %
- Reintegración de Coblenza y Tréveris en Renania del Norte-Westfalia 14,2 %
- Reintegración de Rheinhessen en Hesse 25,3 %
- Reintegración de Montabaur en Hesse 20,2 %
- Restablecimiento del Land Baden 15,1 %

La última solicitud fue denegada en principio por el Ministro Federal de Interior por la existencia del referéndum de 1951. Sin embargo, el Tribunal Constitucional de Alemania juzgó que la denegación no fue con arreglo a la ley: la población de Baden tenía el derecho a un nuevo referéndum, ya que el de 1951 había tenido lugar bajo diferentes reglas que las establecidas en el artículo 29 (GG). En concreto, el resultado del referéndum de 1951 no reflejó los deseos de la mayoría de la población de Baden.
Las dos solicitudes que no prosperaron concernían ambas al Palatinado, una para su integración en Baviera (7,6 %) y otra para su integración en Baden-Wurtemberg (9,3 %). Posteriores solicitudes (Lübeck, Geesthacht, Lindau, Achberg, 62 comunidades del estado de Hesse) fueron ya rechazadas como inadmisibles por el ministro federal de Interior o fueron retiradas, como en el caso de Lindau. El rechazo fue confirmado por la Corte Constitucional Federal en el caso de Lübeck.

### Enmiendas a la Norma Fundamental

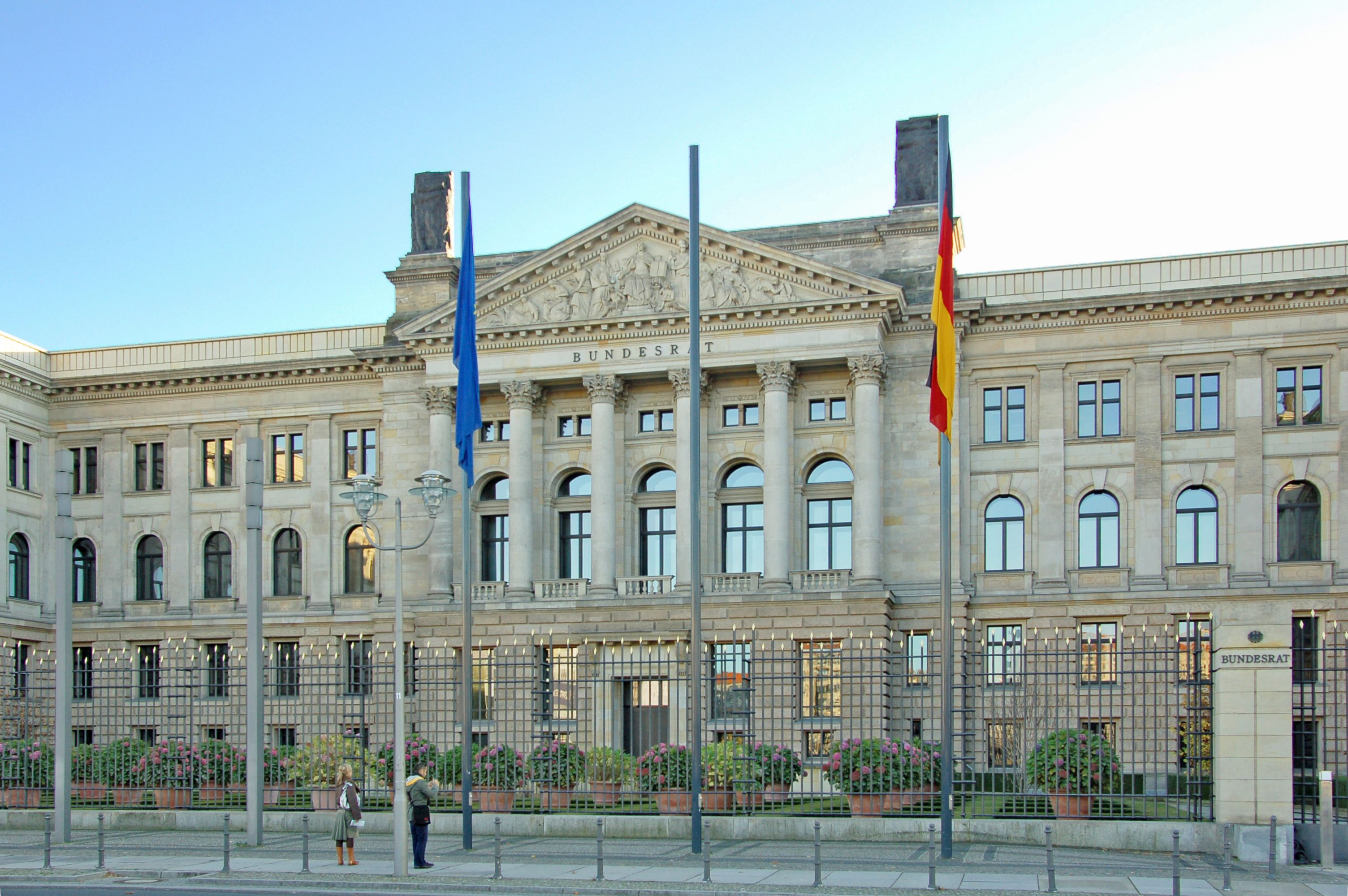
Sede del Consejo Federal, Bundesrat, cámara de representación de los estados federales

Si una solicitud prosperaba, el párrafo 6 del artículo 29 (GG) establecía que se debía convocar un referéndum dentro de los tres años posteriores a la entrada en vigor de la Constitución. Así, como la fecha límite fue sobrepasada el 5 de mayo de 1958 sin que nada sucediera, el gobierno del estado de Hesse inició un proceso en el Tribunal Constitucional en octubre de 1958. La denuncia fue desestimada en julio de 1961 con el argumento de que el artículo 29 (GG) había hecho de la nueva delimitación del territorio federal una cuestión exclusivamente federal. Al mismo tiempo, el Tribunal reafirmó el requerimiento de una revisión de los límites territoriales como una cuestión obligada para los principales cargos constitucionales.
El gobierno de la gran coalición Große Koalition (1966-1969) decidió dar curso a las solicitudes de 1956 estableciendo fechas límite obligatorias para la celebración de los referendos. El artículo 29 (GG) se cambió, incluyendo dos nuevos puntos y modificando la redacción de los restantes. Para los referendos en Baja Sajonia y en Renania-Palatinado se fijó como límite la fecha del 31 de marzo de 1975, mientras que para el de Baden fue el 30 de junio de 1970 (art 29.3[1], [GG]). El quórum para que se considerase válido el voto fue establecido en un cuarto de los censados con derecho a voto a las elecciones al Bundestag (art 29.3[2], [GG]). Sin embargo, en el siguiente párrafo (art 29.4, [GG]) se decía que la ley federal de la que dependía la reorganización del territorio podía diferir del resultado del referéndum «solo en la medida en que fuera necesario para alcanzar los objetivos de la reorganización de conformidad con el párrafo 1», dejando la puerta abierta al veto del Parlamento al posible resultado de los referendos esgrimiendo esta razón.
En su discurso de investidura en Bonn, el 28 de octubre de 1969, el canciller Willy Brandt propuso que el gobierno considerase el artículo 29 (GG) como un mandato de obligado cumplimiento. Para ese propósito se estableció una comisión de expertos, conocida por el nombre de su presidente, un antiguo Secretario de Estado de Vivienda, el profesor Werner Ernst. Tras dos años de trabajo, los expertos entregaron sus conclusiones en 1973. El documento ofrecía propuestas alternativas para todas las zonas de la Alemania Occidental.
En el norte se podría crear tanto solo un nuevo estado a partir de Schleswig-Holstein, Hamburgo, Bremen y Baja Sajonia (solución A), como dos nuevos estados, uno en el nordeste a partir de Schleswig-Holstein, Hamburgo y la parte norte de Baja Sajonia (de Cuxhaven a Lüchow-Dannenberg) y otro en el noroeste formado por Bremen y el resto de Baja Sajonia (solución B). En el centro y el suroeste se podían unir los estados de Hesse, Sarre y Renania-Palatinado (con la excepción del Distrito de Germersheim, que pasaría a formar parte de Baden-Wurtemberg, pero incluyendo la Región del Rin-Neckar) (solución C). El Palatinado (incluyendo la Región de Worms) podría también unirse con el Sarre y Baden-Wurtemberg, y el resto de Renania-Palatinado hacerlo con Hesse (solución D). Con estas propuestas se podía combinar cualquier solución adoptada para el norte (A o B) con cualquier otra en el centro y suroeste (C o D).
Al mismo tiempo la comisión dictó un criterio para clarificar los términos del artículo 29.1 (GG). La capacidad para desarrollar las funciones de forma efectiva fue considerada más importante que cualquier lazo regional, histórico o cultural, que fueron considerados poco verificables. Para cumplir los deberes de la administración se consideró que era necesaria una población de por lo menos cinco millones de personas. Tras un debate relativamente breve, y por la respuesta negativa de los estados afectados, la propuesta fue abandonada. El interés público en la materia era limitado o inexistente.
El referéndum en Baden fue llevado a cabo el 7 de junio de 1970. La gran mayoría de los votantes, el 81,9 %, eligió que Baden permaneciese como parte de Baden-Wurtemberg. Los referendos en Baja Sajonia y Renania-Palatinado tuvieron lugar el 19 de enero de 1975. Los resultados con respecto al total de personas con derecho a voto fueron:
- Restablecimiento del Land Oldemburgo 30,9 %[12]
- Restablecimiento del Land Schaumburg-Lippe 39,5 %
- Reintegración de Coblenza y Tréveris en Renania del Norte-Westfalia 13 %
- Reintegración de Rheinhessen en Hesse 7,1 %
- Reintegración de Montabaur en Hesse 14,3 %

Por lo tanto, los dos referendos en Baja Sajonia fueron favorables. Como consecuencia, el legislativo fue obligado a actuar y decidir que tanto Oldenburg como Schaumburg-Lippe permanecieran en Baja Sajonia, como consecuencia de la interpretación del párrafo 4, que como se ha dicho antes, dejaba abierta la posibilidad de no tener en cuenta el resultado del referéndum si como consecuencia no se cumplían los criterios de viabilidad del estado. Un recurso contra la decisión del ejecutivo fue desestimado por inadmisible por el Tribunal Constitucional.
El 24 de agosto de 1976 se volvió a cambiar el artículo 24 (GG). El párrafo 1 fue reformulado poniendo ahora la capacidad de desarrollo de las funciones en primer lugar. La opción de un referéndum en el conjunto de la Federación (párrafo 4) fue abolida, de tal manera que una revisión de los límites territoriales ya no era posible contra la voluntad de la población afectada.

### Propuestas tras la Reunificación
En 1994 se produjo una nueva enmienda constitucional, introduciéndose el artículo 118a que permitía análogamente al 118 una «reorganización territorial en los territorios que abarcan los Länder de Berlín y Brandeburgo [que] puede realizarse, a diferencia de lo prescrito en el artículo 29, con participación de sus habitantes con derecho a voto, a través de un convenio entre ambos Länder». El artículo 29 también fue modificado, estableciendo que la cifra máxima de habitantes por la que se podía reordenar un territorio, sobre la base de un acuerdo entre estados según el párrafo 7, era de 50 000 habitantes.
El intento de fusión de Berlín y Brandeburgo fracasó en mayo de 1996. Tras haberse aprobado un convenio entre los respectivos parlamentos con el necesario apoyo de dos tercios de cada cámara, se celebró un referéndum. El convenio estableció, según el artículo 3.1, un cuórum del 25 % de apoyo en cada estado de entre todos los ciudadanos con derecho a voto, que no fue alcanzado. El convenio, por lo tanto, nunca llegó a entrar en vigor. En conjunto, rechazaron la propuesta un 63 % de los votantes, mientras que un 37 % votó a favor; el rechazo fue superior entre los votantes de Brandeburgo.
Es cuestionable que alguna vez se llegue a abordar la cuestión de la reordenación del territorio federal con éxito. No se debe tanto al procedimiento previsto en el artículo 29 (GG), que en su forma actual es «más un estorbo que una ayuda» (Edzard Schmidt-Jortzig), sino principalmente a la falta de interés de políticos y población. Sin embargo, esta cuestión podría verse alterada en el futuro debido a cambios demográficos y problemas financieros, abriendo de nuevo la discusión sobre fusiones de Länder.

## Organización territorial
Véase también: Organización territorial de Alemania
Los Länder son la división administrativa inmediatamente inferior al nivel federal (administración central). La Constitución Alemana (Grundgesetz) les otorga competencias plenas para legislar en todas las materias que no incumban al conjunto de la Federación (art. 30, 31 y del 70 al 74 [GG]), lo que incluye la organización de los niveles inferiores de la administración en el territorio propio de cada Land. De esta forma, la denominación de estos niveles e incluso su propia estructura varían de unos estados a otros.
Para comenzar, de los dieciséis estados federados, tres son denominados "ciudades-estado" (Berlín, Bremen y Hamburgo). Tanto Berlín como Hamburgo están conformadas por un solo municipio (Gemeinde), y solo existe un nivel de la administración que abarca del estado federado (Land) al municipio. El estado de Bremen, aunque está incluido en la categoría de ciudades-estado, está compuesto por dos municipios (Bremen y Bremerhaven), existiendo una administración del Land y otra para cada una de los municipios, sin niveles intermedios.
En los otros trece, los llamados Flächenländer (pl.) 'estados extensos', existe siempre al menos un nivel más de la administración. Cinco de ellos, que están entre los más poblados y extensos (Baden-Wurtemberg, Baviera, Hesse, Renania del Norte-Westfalia y Sajonia), están divididos en regiones administrativas (Regierungsbezirke). Existen un total de 22 Regierungsbezirke. Tanto en estos como en otros estados pueden existir también otras entidades supramunicipales, más grandes que los distritos, de naturaleza diversa, como las mancomunidades regionales (Landschaftsverband).
Ya existan o no otras administraciones intermedias, todos los trece Flächenländer están divididos en distritos (Kreis) y ciudades no adscritas a distrito (Kreisfreie Städte). Los distritos están compuestos a su vez por distintos municipios (Gemeinde), mientras que las ciudades no adscritas abarcan estos dos niveles en una única administración ya que son municipios lo suficientemente grandes como para tener la capacidad de ejercer las funciones propias de los distritos. Los propios municipios pueden crear organismos para atender asuntos coordinadamente llamados Amt (Amtsgemeinden, Gemeindeverwaltungsverbände, Landgemeinden, Verbandsgemeinden, Verwaltungsgemeinschaften, Kirchspiellandgemeinden).

## Política en losLänder

Partidos que forman alianzas de gobierno en los distintos estados federados.
Véase: Partidos políticos de Alemania
Véase: Principales datos de los Länder

La Ley Fundamental para la República Federal de Alemania (Grundgesetz), la Constitución Federal, estipula que «El orden constitucional de los Länder debe responder a los principios del Estado de Derecho republicano, democrático y social» (art. 28.1 [GG]).
La mayoría de los estados están gobernados por un gabinete guiado por un Ministerpräsident (Ministro-Presidente), junto con una cámara legislativa unicameral llamada Landtag (Parlamento Estatal o, literalmente, Dieta Estatal). Los estados son repúblicas parlamentarias y la relación entre sus órganos legislativo y ejecutivo son un reflejo de dicha relación a nivel federal: el legislativo es elegido directamente por la ciudadanía por un periodo de cuatro o cinco años, dependiendo del estado, y el Ministro-Presidente es elegido por la propia cámara y él mismo nombra a los ministros que forman su gabinete.
En los tres oficialmente llamados 'Estados Libres' (Baviera, Sajonia y Turingia) el gobierno se denomina Staatsregierung (Gobierno Estatal), y en los otros diez Flächeländer (estados extensos) se usa el término Landesregierung (traducido también como Gobierno Estatal). Anteriormente al 1 de enero de 2000, Baviera tuvo un parlamento bicameral, con un Landtag elegido por sufragio popular, y un Senat formado por representantes de los mayores grupos sociales y económicos. El Senado fue abolido mediante un referéndum celebrado en 1998.
Las tres ciudades-estado son gobernadas de una forma ligeramente distinta a los otros estados. En cada una de ellas el ejecutivo es llamado Senat (no confundir con el significado de Senat en Baviera o del Senado en España). Los senadores llevan a cabo tareas equivalentes a aquellas que en los estados más grandes hacen los ministros, mientras que el equivalente a Ministro-Presidente es el llamado Senatspräsident (Presidente del Senado) en Bremen, Erster Bürgermeister (Primer Alcalde) en Hamburgo y Regierender Bürgermeister (Alcalde Gobernador) en Berlín. El parlamento de Berlín se llama Abgeordnetenhaus (Casa de Representantes), mientras que en Bremen y Hamburgo reciben el nombre de Bürgerschaft (Ciudadanía).

### Representación de los estados a nivel federal
Véase también: Bundesrat de Alemania
El Consejo Federal (Bundesrat) es la cámara de representación de los Länder a nivel federal. Sin embargo, la composición del Bundesrat es diferente de la de otros órganos legislativos representando estados federados (como, por ejemplo, el Senado de Estados Unidos). En primer lugar, sus miembros no son elegidos ni por voto popular ni por los parlamentarios regionales, sino nombrados y retirados directamente por los gobiernos regionales. Normalmente, son miembros de los gabinetes, a menudo liderados por el mismo Ministro-Presidente del estado federado. La siguiente tabla muestra el número de delegados o escaños de cada Land, que depende de la población; sin embargo, debido al sistema de votos del Bundesrat, en una votación todos los delegados de un estado federado tienen que votar en el mismo sentido (ver:Forma de votación en el Bundesrat). Dado que las elecciones regionales en Alemania no están coordinadas, sino que pueden ocurrir en cualquier momento, la distribución de las mayorías en el Bundesrat suele cambiar a menudo.
| Habitantes   | Escaños | Estados                                                                                  |
| ------------ | ------- | ---------------------------------------------------------------------------------------- |
| > 7 millones | 6       | Baden-Wurtemberg Baviera Baja Sajonia Renania del Norte-Westfalia                        |
| 6-7 millones | 5       | Hesse                                                                                    |
| 2-6 millones | 4       | Berlín Brandeburgo Renania-Palatinado Sajonia Sajonia-Anhalt Schleswig-Holstein Turingia |
| < 2 millones | 3       | Bremen Hamburgo Mecklemburgo-Pomerania Occidental Sarre                                  |
| Total        | 69      |                                                                                          |

### Reforma del federalismo
A lo largo de la historia de la República Federal de Alemania, el Estado federal tendió a asumir cada vez más competencias, admitiendo al mismo tiempo una mayor participación de los gobiernos de los estados federados a través del Bundesrat. Sin embargo, esto provocó una mayor complejidad del sistema legislativo e impidió tomar decisiones rápidas, llevando incluso a un virtual bloqueo legislativo siempre que el partido de oposición en la cámara baja del Parlamento alemán (Bundestag) lograba la mayoría de los escaños en el Bundesrat. En el año 2006 se abordó la llamada «Reforma del federalismo» mediante una reforma constitucional y otros cambios legislativos menores para reordenar las competencias del Estado federal y los estados federados, restando atribuciones al Bundesrat y aumentando los poderes genuinos de los gobiernos regionales.